# Franco Picco
Franco Picco (4 de octubre de 1955, Vicenza) es un piloto de motociclismo italiano especializado en rallies, campeón en dos ocasiones del Rally de los Faraones.

## Carrera deportiva
Es un piloto de rally raid, especialista de enduro. Empezó a participar en el Rally Dakar en la edición de 1985, logrando el tercer lugar. Al año también salió campeón del Rally de los Faraones.
En las ediciones de 1988 y 1989 logró salir subcampeón del Dakar, por detrás de Edi Orioli y Gilles Lalay respectivamente.
A partir de los 2000, empezó a participar en la categoría coches logrando completar la maratón en las ediciones 2000 y 2002. Además tuvo una participación en la prueba de cuatrimotos en el Rally Dakar de 2016.
Actualmente tiene su propio equipo de rally raid, el Team Franco Picco con la escudería Fantic, participando en la ediciones 2022 y 2023 del Rally Dakar.  y siendo entrenador y líder del equipo de Fantic, entre ellos la piloto española Sandra Gomez y el hijo del expiloto chileno Carlo de Gavardo, Tobias de Gavardo.

## Resultados

### Rally Dakar
| Año     | Categoría | Vehículo  | Posición | Etapas |
| ------- | --------- | --------- | -------- | ------ |
| 1985    | Motos     | Yamaha    | 3.º      | -      |
| 1986    | Motos     | Yamaha    | 10.º     | 4      |
| 1987    | Motos     | Yamaha    | 4.º      | 2      |
| 1988    | Motos     | Yamaha    | 2.º      | 2      |
| 1989    | Motos     | Yamaha    | 2.º      | 1      |
| 1990    | Motos     | Yamaha    | 5.º      | 1      |
| 1992    | Motos     | Gilera    | Ret.     | -      |
| 2000    | Coches    | Toyota    | 36.º     | -      |
| 2001    | Coches    | Toyota    | Ret.     | -      |
| 2002    | Coches    | Toyota    | 48.º     | -      |
| 2003    | Coches    | Toyota    | Ret.     | -      |
| 2010    | Motos     | Yamaha    | 23.º     | -      |
| 2011    | Motos     | Yamaha    | 77.º     | -      |
| 2012    | Motos     | Yamaha    | 45.º     | -      |
| 2013    | Motos     | Yamaha    | Ret.     | -      |
| 2016    | Quads     | Can-Am    | 20.º     | -      |
| 2017    | Motos     | Yamaha    | 85.º     | -      |
| 2021    | Motos     | Husqvarna | 43.º     | -      |
| 2022    | Motos     | Fantic    | 72.º     | -      |
| 2023    | Motos     | Fantic    | 66.º     | -      |
| Fuente: |           |           |          |        |

### Rally de los Faraones
| Año  | Categoría | Vehículo | Posición |
| ---- | --------- | -------- | -------- |
| 1986 | Motos     | Yamaha   | 1.º      |
| 1992 | Motos     | Cagiva   | 1.º      |
| 1993 | Motos     | KTM      | 3.º      |

### Campeonato Mundial de Rally Raid (FIM)
| Año     | Clase | Categoría | Vehículo | Posición | Puntaje | Victorias     |
| ------- | ----- | --------- | -------- | -------- | ------- | ------------- |
| 2022    | Motos | Veteranos | Fantic   | 2.º      | 60      | 1 (Abu Dhabi) |
| Fuente: |       |           |          |          |         |               |